# Ruth Klüger-Aliav
Ruth Klüger-Aliav(în ebraică: רות קליגר-עליאב, născută Polișuk, 27 aprilie 1910 Kiev - 16 februarie 1980) a fost o activistă sionistă și om de relații publice din România, Palestina mandatară, apoi Israel, originară din Ucraina, care a jucat un rol de seamă în organizarea emigrației ilegale în Palestina a mii de refugiați evrei din Europa, în anii din preajma și din timpul Holocaustului și de după terminarea celui de -al Doilea Război Mondial. O parte din  această activitate a ei s-a desfășurat în România în timpul regimului Dictaturii regale și al regimului fascist-militar antonescian.

## Copilăria și studiile
Ruth Klüger-Aliav s-a născut în anul 1910 ca cel mai mic din cei opt copii ai unei familii evreiești înstărite din Kiev.
Tatăl ei, negustor de cai, a dispărut înainte ca ea să-l cunoască. Primul Război Mondial a surprins-o în pruncie în timpul unei vizite la bunica ei și surorile mamei într-un târgușor de lângă Kamianeț Podilski. Din cauza ostilităților militare din zonă, copilul nu a putut să se întoarcă la Kiev, și a trebuit să-și însoțească mătușile în peregrinările acestora dintr-o localitate într-alta. În acei ani ea a fost martoră la pogromuri ucrainiene contra populației evreiești, a căror amintire a rămas adânc întipărită în conștiința ei.
Abia după șapte ani de despărțire, a putut să se reunească cu mama, fratele și surorile ei, care între timp ajunseseră la Cernăuți, oraș care din 1918 a intrat în componența României. Ea a urmat acolo școala elementară și liceul, și a devenit activă în organizația locală „Hașomer Hațair” a tineretului sionist socialist. 
După bacalaureat, a plecat la studii de drept la Viena, dar a părăsit Austria înainte de a termina examenul de diplomă.
În tinerețe, Ruth Klüger a învățat să vorbească fluent numeroase limbi, în afara limbilor rusă și idiș, și anume germană, româna, engleza, spaniola și ebraica. Mai târziu a învățat și portugheza.

## În Palestina
În anul 1934 Ruth Polișuk s-a măritat cu Emanuel Klüger, de care a divorțat în anul 1940. Perechea a emigrat în anul 1935 in Palestina, stabilindu-se în kibuțul Mishmar Haemek. Nu i-a fost ușor să se acomodeze cu viata la kibuț, unde a avut și o nenorocire, când unicul ei prunc a murit în urma unei meningite. După un an s-a mutat la Tel Aviv, unde a obținut un post la secția de relații externe a Confederației generale a sindicatelor evreiești - Histadrut, aflată sub conducerea lui David Ben Gurion.

## Emigrația ilegală prin România
La sfârșitul anului 1938 doi din conducătorii ai Haganei, principala organizație evreiască de apărare evreiască din Palestina, Eliahu Golomb și Berl Katznelson au convins-o să se înroleze în rândurile acesteia și să activeze în cadrul organizației emigrației ilegale evreiești „Mosad le Aliyá Bet” (Aliyá B), condusă de Shaul Meirov Avigur. Aceasta avea drept obiectiv să ocolească restricțiile draconice impuse imigrării evreilor de către autoritățile britanice în virtutea așa zisei „Cărți Albe” Mac Donald, care fusese adoptată în 17 mai 1939, pentru a câștiga opinia publică arabă, tocmai în zilele când pe evreii din Europa îi amenințau urgiile fără precedent ale nazismului. 
Împotrivirea Marii Britanii la "emigrația ilegală" a evreilor în Palestina făcea ca organizatorii acesteia să fie nevoiți să acționeze în secret, pentru a nu fi expuși la arestări și procese. În iunie 1939 Ruth Klüger era singura femeie din cei zece membri ai Mosad le Aliyá Bet.
Ea a fost trimisă în România pentru a-l ajuta pe colegul ei, Yossef Barpal, care se afla la București și nu știa românește. Din punct de vedere oficial, ea reprezenta Fondul Național Evreiesc (Keren Kayemet leIsrael) din cadrul Organizației Sioniste, dar de fapt misiunea ei era strângerea de fonduri și stabilirea de relații pentru procurarea de nave care să poată transporta un număr cât mai mare de evrei din zona de influență fascistă și nazistă spre Palestina. Asertivă, energică, și dotată cu o mare putere de convingere, ea a știut să se pună în legătură cu factori guvernamentali, și funcționari de la diferite oficii,cu filantropi evrei și cu proprietari de vapoare, adesea trebuind, însă, să mituiască.

### Tiger Hill
Unul din transporturile de emigranți organizate cu concursul ei, a fost cel de pe vaporul „Tiger Hill”. Acesta a ridicat ancora din portul Constanța cu 1417 de  „imigranți ilegali”,(între care sute de evrei din Polonia, de asemenea din Lituania, din Rusia care se aflau in Bulgaria etc), care până la urmă au reușit să ajungă la 2 septembrie 1939 în portul Tel Aviv.

### Hilda
În decembrie 1939 a plecat din portul Brăila vaporul „Hilda” având ascunși în pântecele său refugiați evrei din Germania, Danzig, Cehia, Austria și România care debarcaseră la Sulina din alte vapoare cu care veniseră pe  Dunăre. Vaporul a fost ulterior blocat vreme de o lună în micul port Balcic în așteptarea unui mare grup de refugiați evrei, care însă nu au mai venit, fiind reținuți de autoritățile iugoslave la punctul de graniță Kladovo. Ulterior, înghețul apelor mării a împiedicat, și el, temporar, continuarea călătoriei. Ruth Krüger a trebuit, la fața locului, să ajute la ieșirea din impas, prin măsuri de aprovizionare, organizarea îmbăierii unora din pasageri în baia turcească părăsită din castelul reginei Maria, și calmarea neliniștei în rândurile refugiaților disperați, a echipajului și a notabililor locali. După multe alte peripeții, vaporul, ajuns la Istanbul a intrat acolo sub control militar britanic și a ajuns cu bine în Palestina la 23 ianuarie 1940. Refugiații bărbați de pe bord au fost internați vreme de jumătate de an în lagărul de detenție de la Atlit, unde. însă, condițiile de trai erau cu mult mai bune decât pe vapor.

### Dilema Darien 2
Deoarece, împreună cu doi agenți ai Haganei, Itzhak Hacker și David Arnon (și Yehuda Arazi, care plecase mai devreme) s-a ocupat cu procurarea de arme și examinarea unor căi de sabotare a efortului militar german, în cele din urmă, Krüger s-a grăbit să părăsească România la finele anului 1940, după venirea la putere a regimului Antonescu.
Ea a petrecut un timp la Istanbul, de unde, împreună cu alții, a izbutit să organizeze, împreună cu Yehuda Berghinski, Shmaryahu Tzameret și Yosef Barpal, salvarea unei părți din refugiații (mai ales din Slovacia și Austria), opriți la Kladovo și transferați apoi la Šabac, printr-un nou transport pe vaporul „Darien 2”, care a plecat tot din România (mai întâi din Sulina, la 19 februarie 1941, din Constanța), cu o escală în portul Varna, având 800 pasageri ascunși la bord, și a ajuns la Haifa la 19 martie 1941. Între pasageri se aflau peste 70 de refugiați salvați de pe vaporul „Salvador” care s-a scufundat  (la 12 decembrie 1940) în Marea Neagră și care au urcat la Istanbul, precum  și tineri pionieri sioniști (din Miscarea Hehalutz) din România și Polonia în frunte cu Abba Berdicev, originar din Galați.
Ruth și Berghinski au hotărât să trimită vasul cu refugiați în Palestina, contrar ordinului conducerii Haganei (prin Yehuda Arazi și David Hacohen), care, alăturându-se efortului de război britanic, vânduseră vaporul Damien 2 Marii Britanii și ceruseră coborârea refugiaților la Istanbul pentru ca nava să poată sluji britanicilor la acte de sabotaj împotriva transportului de petrol pe Dunăre.
Conflictul acesta, dintre interesul Haganei de a privilegia colaborarea cu Anglia în lupta antinazistă și misiunea celor din Mossad le Aliya Bet de a aduce cât mai urgent refugiați evrei - pe cei aflați la Šabac și pe alții, în Palestina, contrar politicii britanice, a fost cunoscut ca „Dilema Darien 2” și a fost subiectul unui film documentar israelian din anul 2006.

## Activitatea în Egipt
Apoi Ruth Klüger s-a întors în Palestina, unde a urmat un antrenament în munca de spionaj. În 1943 ea a fost trimisă în Egipt de către Agenția Evreiască și organizația Mossad Le Aliya Bet. Oficial, ea era însărcinată cu colectarea de fonduri pentru ajutorarea soldaților din Brigada evreiască palestineană din cadrul Armatei britanice. Dar, de fapt, ea aduna date asupra pregătirilor de apărare din Egipt în fața unei eventuale invazii germane, căutarea de  căi de a evacua, la nevoie, în Palestina, evrei din Siria, Liban și Egipt, căutarea unor surse de arme pentru Hagana, realizarea de contacte cu aliații din coaliția antihitleristă. Și în adevăr ea a reușit să aibă relații apropiate cu miniștri și alte persoane oficiale locale de rang înalt, cu conducătorii comunităților evreiești locale, cu reprezentanți ai forțelor Franței libere aflați la Cairo (Joseph Blanchard, Pierre Mendes France), a căror colaborare și-a asigurat pentru a asista o eventuală emigrația ilegală evreiască din și prin Africa de Nord.
I s-a atribuit un rol în dezvăluirea unui grup pro-nazist de ofițeri egipteni, între care Anwar al Sadat, care ar fi spionat pentru Rommel, și care au fost, în cele din urmă arestați.
Ruth s-a întâlnit destul de des cu Ben Gurion și au circulat zvonuri despre un roman între cei doi, rămase însă neconfirmate.

## După cel de-Al Doilea Război Mondial
În 1944 Ruth Klüger a fost trimisă ca primă reprezentantă a Ishuvului (evreii din Palestina) în Franța, fiind subordonată direct lui Ben Gurion. Ea l-a însoțit pe Ben Gurion în vizita sa în Germania. 
După eliberarea lagărelor de concentrare naziste, Ruth Klüger a fost printre cei dintâi reprezentanți ai Ishuvului care au întâlnit supraviețuitori ai programului hitlerist de exterminare si au contactat în Europa autoritățile civile si militare locale pentru a îmbunătăți viața acestora. Ea a vizitat Lagărul de concentrare Bergen-Belsen la o săptămână după eliberarea acestuia, a căutat copii evrei care fuseseră ascunși în mânăstiri din Franța, și a ajutat la organizarea cinei tradiționale de Paște (Seder Pesah) pentru patru mii de copii evrei supraviețuițori ai ororilor naziste, inclusiv cei găsiți în lagărul Buchenwald și 217 copii adunați de ea din Berlin.
În anul 1945 după o întâlnire cu generalul Dwight Eisenhower, a obținut de la colonelul Ernest White permisiunea de a folosi vasul Ascania care a efectuat transportarea a 2500 de refugiați evrei in Palestina. Alte transporturi cu acest vas nu au mai obținut aprobarea americană, dat fiind impotrivirea Marii Britanii.

## Activitatea după întemeierea Statului Israel
În anul 1947 Ruth Klüger s-a întors în Palestina, dar, la începutul anului 1948, a fost însărcinată cu colectarea în America Latină de fonduri pentru ajutarea statului evreiesc în curs de formare și aflat în confruntare militară cu milițiile populației arabe palestiniene și cu armatele statelor arabe. 
În ziua proclamării Statului Israel,la 14 mai 1948, ea se afla în Statele Unite. 
În acea perioadă, precum mulți din conducătorii și funcționarii statului Israel, și a ebraizat numele în Aliav, după cuvintele „Aliya Bet” (Aliya B) care desemnau emigrația ilegala în Palestina.
La începutul anului 1949 ea a revenit în Israel. Ca mulți din colegii ei din „Mossad leAliya Bet” ea a intrat începand din 1948 în serviciul companiei naționale de navigație Zim (citește:Tzim). Însărcinată cu relațiile publice ale companiei, Ruth Klüger-Aliav a organizat oficiul acesteia din Ierusalim, pe care l-a condus până în 1955. De asemenea a urmat studii "post graduate" la Universitatea Ebraică din Ierusalim și în S.U.A.
Apoi, în anii 1956-1957 a înființat oficiile Zim in America de Sud și a reprezentat compania in Asia de Est și Australia..
Între anii 1958-1972 Ruth Aliav a fost directoarea secției de relații publice ale Companiei Zim.
În cadrul acestei activități ea a găzduit la bordul navelor de croazieră israeliene „Shalom” și „Theodor Herzl” numeroase personalități politice și din lumea artistică și intelectuală, care au vizitat Israelul.
După ce s-a pensionat, a fost o participantă activă la întrunirile organizațiilor evreiești care se ocupau cu strângerea de donații pentru Israel - Apelul Evreiesc Unificat și Israel Bonds.
În anul 1974 Ruth  Aliav  a fost aleasă Femeia Anului de către Consiliul Femeilor Evreice din S.U.A. cu prilejul editării cărții ei de amintiri, „The Last Escape”, în care a descris eforturile făcute în anii 1938-1941 în cadrul „Mossad LeAliya Bet”, pentru a salva câteva mii dintre evreii prigoniți și aflați în mare primejdie din Europa.
Ruth Klüger Aliav a murit în anul 1980 la 69 ani și a fost înmormântată în kibuțul Mishmar Haemek.
Ea a adoptat și crescut doi copii supraviețuitori ai Holocaustului.
Psiholoaga austro-americană Erika Freeman (n.1927)  este o nepoată a ei.

## Premii si distincții
- 1947 Ordinul Crucea de Lorena și Legiunea de Onoare din partea Republicii Franceze
- 1973 Premiul Masada (Israel)
- 1974 Aleasă Femeia Anului - de către Consiliul Femeilor Evreice din S.U.A.
- 1977 Premiul Itzhak Sadeh (Israel) pentru literatura militară, pentru cartea ei de amintiri „The Last Escape” ("Ultimul refugiu")

## In memoriam
- 2006 - Filmul documentar „The Darien Dilemma” (regia: Erez Laufer, scenariul :Nahum Laufer) evocă aspecte din activitatea lui Ruth Klüger-Aliav în România și Turcia în anii 1938 - iunie 1941

## Cărți
- The Last Escape:The Launching of the Largest Secret Rescue Movement of All Time, NY, Doubleday & Company, Inc., 1973.(cu Peggy Mann)
- The Secret Ship (cu Peggy Mann) 1978 - despre cazul vaporului „Hilda”

## Legături și izvoare exterioare
- Jewish Women Comprehensive Historical Encyclopedia,2005, "Ruth Aliav-Klüger" by Anat Wollenberger (engleză)
- povestea emigranților ilegali de pe vaporul Hilda după revista israeliană „Mishpaha”
- Dilema Darien (în engleză)
- Death on the Black Sea[nefuncțională]
- jewish virtual library
- Katie Kellerman - Ruth Klüger and the Mossad le Aliyah Bet pe situl Fundației internaționale Raoul Wallenberg
- necrolog în situl JTA Jewish News Archive Arhivat în 19 iunie 2020, la Wayback Machine.
- reportaj despre filmul Dilema Darien în ziarul israelian Haaretz 21 4 2006 (în ebraică)